# 明神山 (兵庫県)
明神山（みょうじんさん）は兵庫県姫路市夢前町にある標高約668メートルの山である。兵庫50山の一つ。

## 概要
ドーム型の山容から、播磨富士とも呼ばれ。、古くから登山の対象とされてきた。山頂には、近年まで嶽大明神を祀る磐座の跡があったが、現在は山頂整備のために撤去された。
標高は667.9メートルと、決して高くないものの、独立峰のため、山頂からはほぼ360度見渡すことができる。近隣の山のうちでは随一の眺望を誇る。

## 登山路
登山道はふもとの夢やかたを基点として南から北へAu、A、B、C、D、Eコースと、最も北寄りに大明神コースが整備されている。このうち大明神コースは山頂までの距離が6kmと最も長く、健脚向きのルートとされている。また、現在整備されているこれらのルート以外にも、さらに登山路が整備されつつある。

## 近隣の山

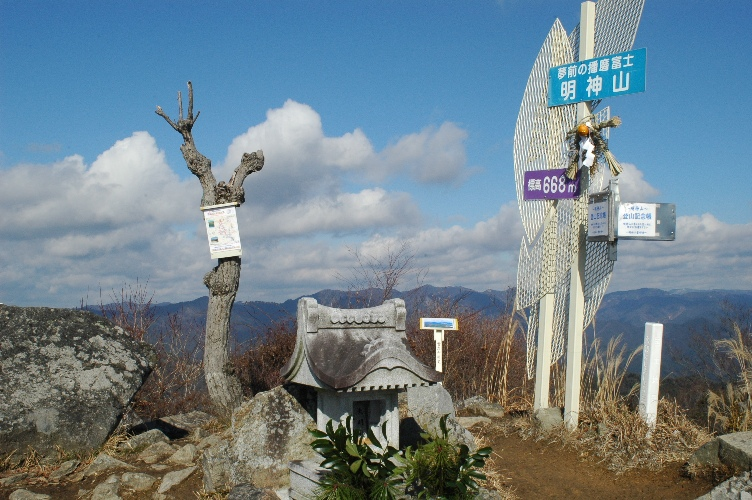
明神山山頂

- 七種山
- 雪彦山
- 笠形山
- 段ヶ峰
- 千ヶ峰